# Fidget Cube

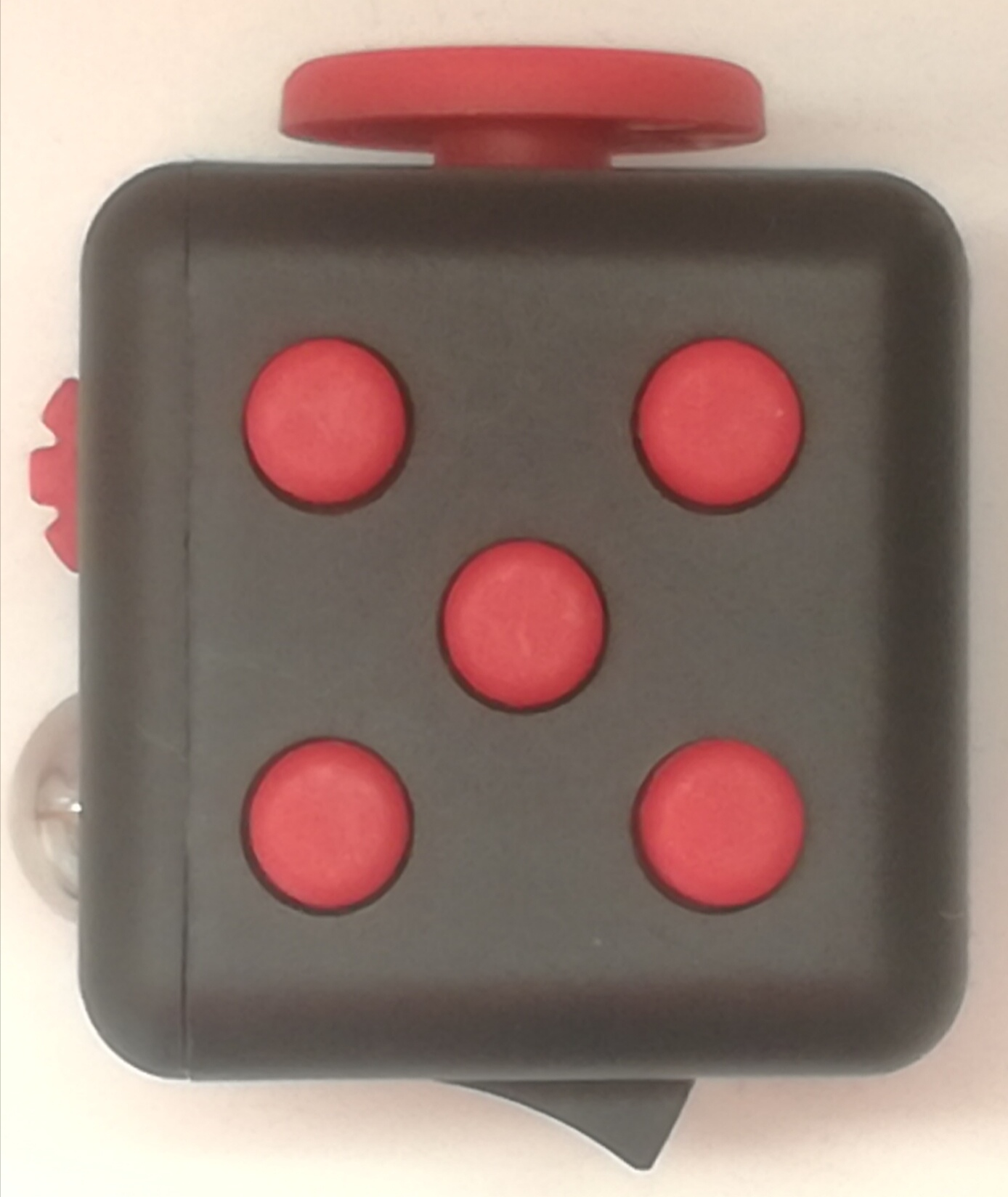
Un Fidget Cube.

Le Fidget Cube est un petit appareil portatif en forme de cube conçu par Matthew et Mark McLachlan, cofondateurs du studio de design Antsy Labs, basé au Colorado. Il a des « outils » de tous les côtés : un interrupteur, des engrenages, une boule roulante, un joystick, un disque rotatif, une « pierre d'inquiétude (en) » et cinq boutons. Il est destiné entre autres aux personnes souffrant de trouble du déficit de l'attention dans le but de se concentrer ou de se calmer.

## Accueil
Dans une critique positive, The Verge a décrit le cube comme « essentiellement un jouet de bébé pour adultes ».
Après sa campagne Kickstarter 2016, le Fidget Cube était l'un des projets de financement participatif les mieux financés,, (dixième dans le classement).